# 科布敦 (佛羅里達州)
科布敦（英語：Cobbtown）是位於美國佛羅里達州聖羅薩縣的一個人口普查指定地區。

## 地理
科布敦的座標為30°52′59″N 87°07′11″W / 30.88306°N 87.11972°W，而該地最高點為海拔高度55米（即180英尺）。

## 人口
根據2010年美國人口普查的數據，科布敦的面積為6.87平方千米，當中陸地面積為6.83平方千米，而水域面積為0.04平方千米。當地共有人口67人，而人口密度為每平方千米9人。